# Многолетие
Многоле́тие, многоле́тствование — традиционная форма православного торжественного возглашения пожелания благополучия и многих лет жизни почитаемым священнослужителям, прихожанам и другим уважаемым лицам, с радостным многократным пением:
Мно́гая ле́та!

## Распространённая форма
Часто предшествует возглашение диаконом в форме сольного речитатива с постепенным усилением и подъёмом голоса:

Бл҃годе́нственное и҆ ми́рное житїѐ, здра́вїе же и҆ спⷭ҇нїе и҆ во все́мъ бл҃го́е поспѣше́нїе, пода́ждь гдⷭ҇и рабꙋ̀ твоемꙋ̀, ны́нѣ тезоимени́томꙋ и҆́мⷬ҇къ, и҆ сохранѝ є҆го̀ на мнѡ́гаѧ и҆ бл҃га̑ѧ лѣ̑та!
Благоде́нственное и ми́рное житие́, здра́вие же и спасе́ние и во всем благо́е поспеше́ние, пода́ждь Го́споди рабу́ твоему́, ны́не тезоимени́тому (имяре́к), и сохрани́ его́ на мно́гая и блага́я ле́та!
Хор в ответ обычно поёт:

Мнѡ́гаѧ, мнѡ́гаѧ, мнѡ́гаѧ лѣ̑та!

Мнѡ́гаѧ, мнѡ́гаѧ, мнѡ́гаѧ лѣ̑та!

Сохранѝ є҆го̀, гдⷭ҇и! Да́рꙋй є҆мꙋ̀, гдⷭ҇и!

Мнѡ́гаѧ, мнѡ́гаѧ, мнѡ́гаѧ лѣ̑та!

Кр҃їе є҆ле́исон, Хрⷭ҇тѐ є҆ле́исон!

Мнѡ́гаѧ, мнѡ́гаѧ, мнѡ́гаѧ лѣ̑та!

Мнѡ́гаѧ лѣ̑та!

(Многая, многая, многая лета!

Многая, многая, многая лета!

Сохрани́ его́, Го́споди! Да́руй ему́, Го́споди!

Многая, многая, многая лета!

Ки́рие эле́исон, Христе́ эле́исон!

Многая, многая, многая лета!

Многая лета!)
Чаще других в храмах и в концертах духовной музыки на эстраде звучат многолетия «Патриа́ршее», Дмитрия Бортнянского, Сергея Прокофьева, Василия Титова.

## В богослужениях
По указанию Типикона многолетны после Перваго часа или после отпуста праздничной утрени, а также после Литургии поётся в следующей форме:
Вели́каго господи́на и отца́ на́шего Кири́лла, / Святе́йшаго Патриа́рха Моско́вскаго и всея́ Руси́, / и господи́на на́шего преосвяще́ннейшаго (имя рек), / митрополи́та (или архиепи́скопа, или епи́скопа, его́же есть область), / богохрани́мую страну́ на́шу Росси́йскую, / настоя́теля, бра́тию и прихо́жан свята́го хра́ма сего́ (или: всечестна́го игумена с бра́тией святы́я оби́тели сия́),/ и вся правосла́вныя христиа́ны, / Го́споди, сохрани́ их на мно́гая ле́та!
На архиерейских богослужениях, в кафедральных соборах, в ставропигиальных храмах, монастырях и их подвориях к многолетию добавляются слова:
Ис полла́ э́ти дэ́спота! 
(греч. Εἰς πολλὰ ἔτη, δέσποτα — На мно́гая ле́та, влады́ко).
На патриарших богослужениях и в некоторые иные праздничные дни вместо многолетия может петься «Полихро́нион» на греческом языке с упоминанием только патриарха.
В конце вседневной вечерни и славословной утрени поётся такой вид Многолетия:
Утверди́, Бо́же, святу́ю правосла́вную ве́ру, правосла́вных христиа́н во век, и в век ве́ка!
В конце Перваго часа:
Утвержде́ние на Тя наде́ющихся, утверди́, Го́споди, Це́рковь, Ю́же стяжа́л еси́ честно́ю Твое́ю Кро́вию.
Многолетия могут возглашаться в конце молебна Торжества Православия, а также после венчания, крещения, рукоположения, освящения храма, и в некоторых других случаях.

## Исторические формы
В Русской православной церкви многолетие поётся патриарху, епархиальному архиерею, настоятелю монастыря с братией и всем православным христианам. В греческих православных церквах заменой многолетия служит благословение, которое произносит священник по окончании литургии: 
Сохрани, Господи Боже, всех благочестивых и православных христиан, обитающих во граде (веси или острове) и енории сей, с женами и чадами их.
Изначально в Византии многолетствование было формой чествования императоров. В книге «О церемониях» (X век) содержатся сходные с многолетием гимны, которые произносились при встрече царя и по содержанию своему составляют особый вид, средний между тропарями и произведениями тогдашней светской антологии. Позднее оно вошло в православное богослужение. На Руси многолетие провозглашали также и в конце совместной трапезы.
В западных чинах литании века (VII—VIII века) содержатся формулы, близкие к многолетию: «такому-то (имя короля) жизнь (vita)!», — или: «…жизнь и победа!» (vita et victoria!), «здравие (salus) и жизнь!».